# Glorieta de Concha Piquer

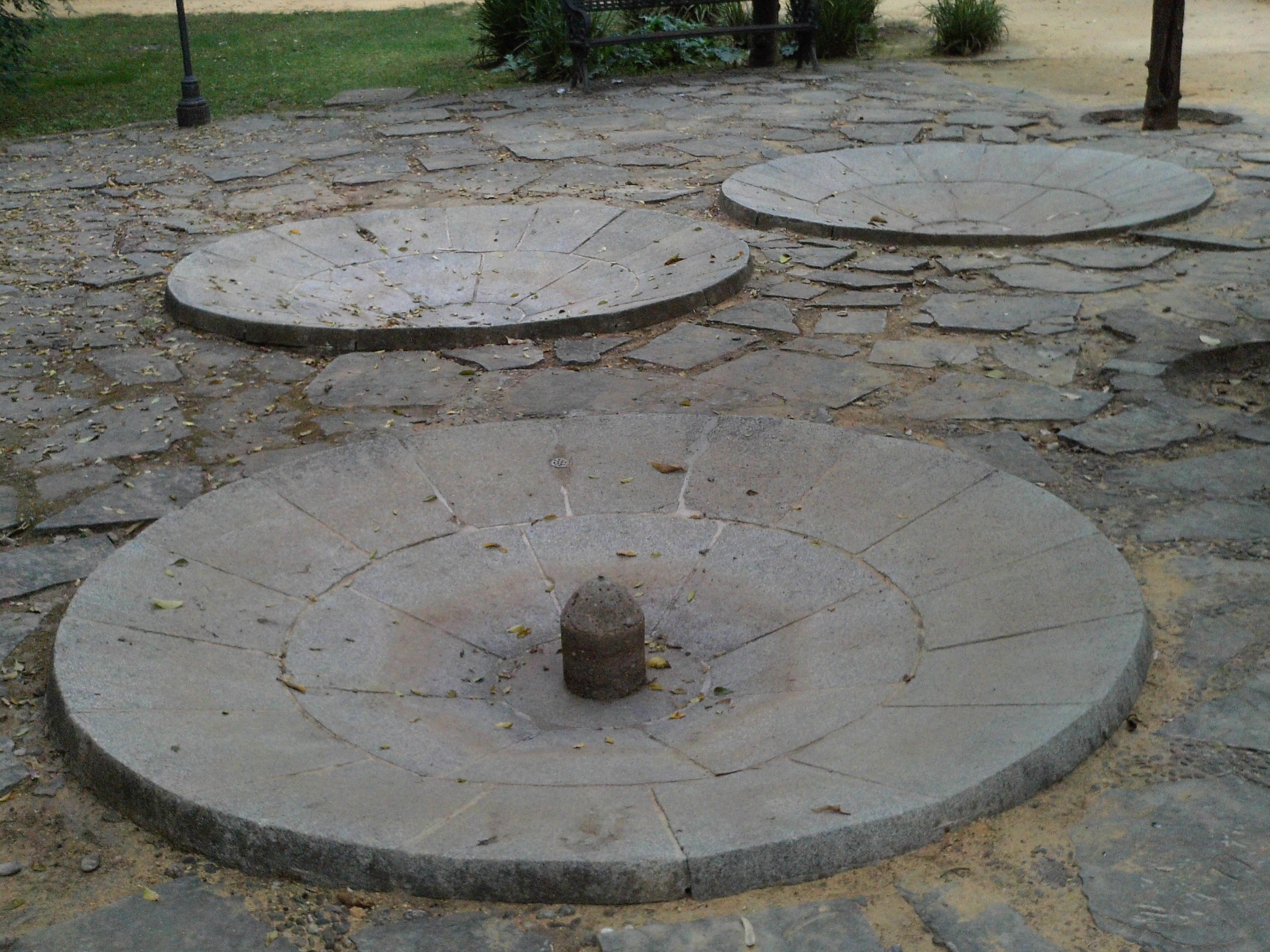
Detalle de la glorieta.

La glorieta de Concha Piquer está ubicada en el parque de María Luisa de Sevilla (Andalucía, España).

## Historia
En el siglo XIX, cuando el recinto del actual parque era parte del palacio de los Montpensier, aquí se encontraba la choza de los carneros, usada para ese ganado. En la actualidad está decorada con un gran eucalipto rojo, una morera péndula, un acebo y una madreselva arbustiva, entre otras especies.
El Ayuntamiento bautizó esta glorieta en su nombre como reconocimiento al trabajo realizado por la artista folclórica Concha Piquer, en un acto celebrado el 8 de marzo de 1993, al que asistió su hija Concha Márquez Piquer (destacada cantante) y muchas personalidades reconocidas del espectáculo.
Situada junto a las glorietas de Aníbal González y Luca de Tena. Casualmente, también se encuentra próxima a la glorieta de Rafael de León, que fue amigo de la artista, hecho que fue señalado por la propia hija en su discurso el día de la inauguración.